# 永山弥一郎
永山 弥一郎（ながやま やいちろう、天保9年（1838年） - 明治10年（1877年）4月13日）は日本の武士（薩摩藩士）、陸軍軍人。

## 経歴

### 薩摩藩
天保9年（1838年）、永山休悦の第1子として薩摩国鹿児島郡荒田村（現在の鹿児島県鹿児島市上荒田町など）に生まれる。名は盛弘、通称は弥一郎という。弥一郎は茶坊主（薩摩では特殊能力を有しない若侍は一時茶坊主とされた。例えば西郷従道など）として初出仕し、万斎と称した。弟の永山休二（盛武）も西南戦争に従軍した。
弥一郎は若くして勤王の志を抱き、これに奔走した。文久2年（1862年）、有馬新七らに従って京都に上り、挙兵に荷担して失敗（寺田屋騒動）したが、年少であるという理由で処罰を免れた。慶応3年（1867年）、京都詰となり、陸軍で教練に励む一方で、中村半次郎らと市中見回りをした。この年の7月9日（8月8日）、黒田了介と共に坂本龍馬の元を訪れている。
戊辰戦争のときは、城下四番小隊（隊長は川村純義）の監軍として鳥羽・伏見の戦いに参戦した。次いで東山道軍が大垣、池上、内藤新宿を経て白河に進撃すると、四番小隊の監軍として有数の激戦であった白河攻防戦で戦い、白河城陥落後は棚倉に転戦した。この棚倉戦で重傷を負い、横浜病院に送られたが、療養途中に全治と称して無理矢理に隊に帰った。会津若松城に進撃する際は、川村指揮の下で十六橋の戦いに勇戦した。鳥羽・伏見の戦いにおいては中村の隊よりも早く幕府軍を抜き、白河城攻防戦では戦線膠着時に弾雨交錯する中、防塁として使われていた酒樽の酒を部下たちと呑みながら幕府軍の疲弊と弾薬消耗を狙った。

### 明治新政府
明治2年（1869年）に鹿児島常備隊がつくられたときには、大隊の教導となった。明治4年（1871年）、藩が御親兵を派遣した際には、西郷隆盛に従って上京し、陸軍少佐に任じられた。
その後、ロシアの東方進出を憂えて、身を以て北方経営に当たらんと考え、志願して開拓使出仕に応じ、北海道に赴いた。
明治6年（1873年）、征韓論が破裂して西郷が下野し、近衛の将校が大挙して退職したときも、彼らを軽挙と批判して行動をともにせず、黒田清隆開拓次官の下で明治6年（1873年）11月14日、右大臣岩倉具視に提出された北海道の屯田兵創設における建白書に他3人（永山武四郎、時任為基、安田定則）と共に連名している。
しかし、明治8年（1875年）に軍に復して陸軍中佐に任じられ、屯田兵を率いたが、政府が樺太・千島交換条約を締結したことに憤激して、職を辞して鹿児島へ帰った。
鹿児島帰郷後も、永山は私学校党の様に政府在官者を偏見で「無能」などと罵らず、大久保利通や川路利良らに対し一定の評価をし、在官者は日々進歩していると説き、むしろ私学校党の奢った考え方に批判的だった。この私学校派が腕力で幅を利かせていた当時の薩摩において新政府を擁護することは、かなりの勇気のいることであったが、過去の抜群の軍功と勇敢さによって、批判を受けることはなかったとされる（私学校党は概ね感情的だったため、永山の毅然とした政府賛同の意見に反論ができなかった側面もあったとのこと）。

### 西南戦争
明治10年（1877年）、中原尚雄の西郷刺殺計画を谷口登太から聞いた高城（たき）七之丞邸の会合に弥一郎も同席し、憤激したが、出兵するか否かを決した私学校本校での大評議では大軍を率いての上京については反対の態度をとる。弥一郎の言い分は「政府の陸海軍は整備に入ったばかりで、今兵を挙げれば再び国内に内乱を引き起こす危険性がある。それよりも将来起こるであろう外国との諍いの為に今は備えるべきであり、政府への非を問い質すのであれば西郷・桐野・篠原の三将が数名の供をつれて上京し政府に直に問罪すれば十分」というようなものであった。しかし、西郷の身を案ずる意見が強く、また弥一郎も西郷の上京における身の安全を保障するための策を持ち合わせていなかったため、この言い分は退けられた。結果として西郷の率兵上京が決定されたが、弥一郎は反対の意思を崩さず、出兵に応じなかった。これに対し最初、辺見十郎太が説得したが不調に終わり、仲が良かった桐野の熱心な説得で漸く同意した。結果、弥一郎は三番大隊指揮長となって、10箇小隊約2,000名を率いた。
熊本城攻囲戦に際しては、最も遅れて到着し、割り込む隙がなかったので、弥一郎の部隊の多くは予備隊として後詰めをした。2月24日、第一旅団・第二旅団が南関に着くと、池上四郎に熊本攻囲軍の指揮をまかせ、政府軍を挟撃すべく、桐野が山鹿、篠原が田原、村田新八・別府晋介が木留に出張本営を設け、弥一郎は政府軍上陸に備えて海岸線に主張本営を設けた。
3月14日、黒田清隆を参軍、高島鞆之助を別働第二旅団（後に別働第一旅団に改称）の司令長官とし、歩兵4個大隊と警視隊総計4,000名の兵力をもって編成された衝背軍は3月19日未明、黒木為楨中佐率いる二個大隊と警視隊500名が日奈久の3km南方に位置する州口の浜に上陸。続いて高島率いる1個中隊と警視隊200名も上陸、八代まで進撃し橋頭堡を築いた。この報を受け薩軍は南下軍を編成し、弥一郎が迎撃軍の司令官に志願し川尻から進発した。
3月20日、弥一郎率いる南下軍前衛3中隊と政府衝背軍と宮原・鏡付近で遭遇、鏡・宮原・立神において3月25日にそれぞれが攻略されるまで戦闘が続いた。この間の3月21日、黒田清隆が歩兵1個大隊半と警視隊500名を率い日奈久に上陸。3月24日から3月25日には山田顕義率いる別働第二旅団、大警視・川路利良率いる別働第三旅団が八代に上陸し、3月26日午前7時進撃が開始され、小川にて激戦が展開された。結局、この日の内に小川は政府軍に占領され、弥一郎指揮の南下部隊は松橋まで後退。3月30日から3月31日にかけて松橋において弥一郎指揮下の部隊と高島の別働第一旅団と山田の別働第二旅団が激突したが、31日の正午頃には松橋も陥落した。4月1日には弥一郎指揮下の南下軍は宇土の戦いにも敗北し、宇土を占領され緑川まで後退した。この後暫く、緑川を挟んで政府衝背軍とにらみ合いを続けた。
4月4日、辺見十郎太と別府晋介の薩軍別働隊が人吉方面から八代に来襲し山田顕義の別働第二旅団分遣隊を粉砕するなど政府衝背軍の更に背後を衝く動きもあったものの、政府軍の増援部隊に進軍を阻まれ、別府、辺見ともに撤退する。この間、宮崎八郎が被弾し戦死した。
4月12日午前5時、7日に上陸した黒川通軌大佐率いる別働第四旅団を加えた政府衝背軍4個旅団は、ついに緑川渡河を開始した。高島鞆之助の別働第一旅団は隈庄から御船方面の白旗山・辺場山へ向かい、川路利良の別働第三旅団は甲佐から御船を目指し進撃した。山田顕義の別働第二旅団、黒川通軌の別働第四旅団が緑川から川尻を攻略するため進撃を開始した際、弥一郎は砲弾の破片を浴びて足腰に重傷を負い、熊本二本木本営に後送された。しかし、翌13日、苦戦を聞いて「負けたら二度と諸君らとは見えぬ」との決意を周囲に告げて、止めるのも聞かず人力車に乗って御船へと出陣、川路少将の別働第三旅団との戦いの指揮を執った。御船では逆さに置いた酒樽に腰掛け長刀を振るい、兵たちに「今日こそが貴様らの死ぬ日である。退いてだらだらと今日は負けた負けたと語り合う日ではない。矢尽き刀折れるまで戦い、みな死ね」と叱咤激励していたが、敗勢いかんともなしがたく戦線は完全に崩壊し、四面皆敵という状況に陥ったので、近くの農家の老婆に数百円を渡し買い取って、自ら火を付け自刃した。撤退を勧めに来た荷駄掛（輜重司令）の税所左一郎に介錯を頼んだともいわれる。享年40。

## 評価
- 岡本柳之助 「磊落な気性で、辺幅を飾るでもなければ出世も希わぬ、淡々たるうちに自ら信ずるところの深い立派な人物であった」[1]

## 関連作品
小説
- 『翔ぶが如く』（司馬遼太郎、文藝春秋社）
- 『南洲残影』（江藤淳　文藝春秋社 平成13年(2001年)3月10日）

映画
- 『半次郎』、2010年9月、演：AKIRA

TVドラマ
- 日本テレビ年末時代劇スペシャル『田原坂』1987年、演：吉岡祐一
- NHK大河ドラマ『翔ぶが如く』、1990年、演：遠藤憲一